# Belaja Cholunica (fiume)
La Belaja Cholunica (in russo Белая Холуница?) è un fiume della Russia europea orientale (oblast' di Kirov), affluente di sinistra della Vjatka.

## Geografia
Nasce nella parte occidentale delle alture della Kama e scorre lungo un terreno pianeggiante dapprima verso nord-ovest, per curvare poi prendendo una direzione mediamente di sud-ovest. Sfocia nella Vjatka a 762 km dalla foce, di fronte alla città di Slobodskoj. Incontra nel suo cammino l'omonima città di Belaja Cholunica dove si trova una diga, che forma il più grande bacino idrico della regione di Kirov, utilizzata per scopi industriali e per la generazione di elettricità. 
La larghezza del fiume nel corso inferiore è di 60-70 metri. Ha una lunghezza di 168 km, il suo bacino è di 2 800 km². Il fiume è gelato, mediamente, da novembre ad aprile.